# بيركلورات الصوديوم
بيركلورات الصوديوم (بيركلورات الصوديوم) مركب لاعضوي له الصيغة NaClO4 ، ويكون على شكل بلورات بيضاء استرطابية شديدة الذوبانية في الماء والكحول. وهو أشد أملاح فوق الكلورات ذوبانية. يوجد منه شكل خالي من الماء وشكل مائي (أحادي هيدرات) الذي لبلوراته بنية معينة، وتفقد الماء البلوري بالتسخين فوق 130°س. وتبلغ حرارة تشكله −382.75 كيلوجول مول−1

## التحضير
يحضر مركب بيركلورات الصوديوم من التحليل الكهربائي لمحلول من كلورات الصوديوم حسب المعادلة العامة:
ClO3− + H2O → ClO4− + 2 H+ + 2e-

## الخواص
يوجد المركب في الشروط القياسية على شكل بلورات صلبة بيضاء اللون، ذات انحلالية جيدة في الماء.

## الاستخدامات
بيركلورات الصوديوم هو المكون المستخدم في الحصول على العديد من أملاح |فوق الكلورات، وذلك عن الاستفادة من ذوبانيتهم المنخفضة مقارنة بذوبانية NaClO4 وهي (209 غ/100مل على درجة 25 مئوية). يصنع حمض البيركلورات بمعالجة NaClO4 مع HCl.
استخدام NaClO4 محدود في الألعاب النارية بسبب استرطابيته العالية؛ لذا يفضل استخدام بيركلورات البوتاسيوم والأمونيوم. تحضر هذه الأملاح بالتفكك المزدوج من محلول بيركلورات الصوديوم وكلوريد البوتاسيوم أو الأمونيوم.

### التطبيقات المخبرية
هناك العديد من الاستخدامات لـ NaClO4 في المخبر، عادة كمادة متأينة (إلكتروليت). مثلاً، يستخدم في تفاعلات الاستخلاص والتهجين القياسية للـ DNA في البيولوحيا الجزيئية.